# Музей історії села Золотоношка
Музей історії  села Золотоношка був створений у 1974 році. Розташований у приміщенні Будинку культури  у селі Золотоношка  Золотоніського (раніше Драбівського) району Черкаської області.
Ініціатором створення музею був директор Золотоношківського Будинку культури Іван Іванович Лисенко, краєзнавець, художник- аматор, колекціонер.  Велику допомогу у створенні музею йому надали учні і вчителі місцевої середньої школи, громадськість села, правління місцевого  колгоспу.
І.І.Лисенко та його однодумці зібрали  сотні експонатів для оформлення  стендів  музею. Серед матеріалів музею - предмети сільського побуту різних часів, фото  і документи учасників Другої світової війни, стенди, які показували розвиток місцевого колгоспу ім. Шевченка,  вироби декоративної народної  творчості.
У 1988 році експозиція музею була доповнена картинною галереєю  "Дружба народів", яка налічувала  колекцію народних картин  Наддніпров'я та творів самодіяльних митців. 
1. ↑  Антоненко, П. (17 грудня 1974). Музей в Золотоношці. Прапор Жовтня (Українською) .
2. ↑  Лисенко Іван Іванович. Вікіпедія (укр.). 27 січня 2024. Процитовано 30 травня 2024.